# Carrollton (Kentucky)
Carrollton è una città degli Stati Uniti d'America, situata nello Stato del Kentucky, nella contea di Carroll, della quale è il capoluogo. La città è attraversata dal fiume Ohio.